# Dave Arneson

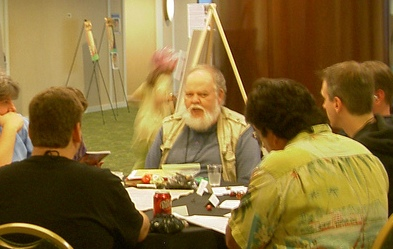
Dave Arneson, 2006

David Lance "Dave" Arneson (Hennepin, 1 de outubro de 1947 — Saint Paul, 7 de abril de 2009) foi um designer de jogos e autor do jogo Dungeons & Dragons, ao lado do também morto Gary Gygax, tendo sido um dos responsáveis pelo fenômeno mundial dos RPGs. Morreu de câncer na cidade de Saint Paul, Minnesota.